# 위안보위안역 (베이징시)
위안보위안역(중국어: 园博园站)은 중국 베이징시 펑타이구 완핑청 지구 위안보위안 남로와 위안보 대도의 교차점에 위치한 베이징 지하철 14호선의 지하철역이다. 2013년 5월 5일에 14호선의 서부 구간(장궈좡 ~ 시쥐)과 함께 개통하였다.

## 위치
위안보위안역은 5환로 외곽, 펑타이허시 지구 베이징 가든 엑스포 남문 바깥, 가든 엑스포(동서)과 가든 엑스포(남북) 교차점 서측, 위안보위안 남로 양방향 도로 중앙에 위치한다.

## 역사
14호선이 처음 건설될 당시에는 위안보위안역에 대한 계획이 존재하지 않았다. 정원박람회 부지가 확정된 후 교통 지원 사업의 일환으로 14호선에 위안보위안역이 추가되었으며, 14호선 서부 구간도 정원박람회 개최를 위해 2013년 5월에 개통되었다.

## 역 구조
위안보위안역은 2면 2선 상대식 승강장으로 설계된 고가역으로, 총 건축 면적은 13,000㎡이다. 본 역은 메이시커우로(梅市口路) 남측에 위치하고 있으며 도로 북쪽에는 "보조역"이 있고 약 50m 길이의 고가교로 연결되어 있다. 역의 주요 디자인은 "운각(韵阁)"으로, 외벽은 중국 고전 정원의 창문으로 장식되어 있으며, 내부는 케이슨 등의 요소로 장식되어 있다.

### 층별 구조
| 2층    | 북 대합실                           | B1, B2출입구, 발권 서비스, 자동 발매기, 고객 서비스 |
| 2층    | 상대식 승강장, 오른쪽 출입문이 열림 |                                                     |
| 2층    | ←                                   | ■ 14호선 장궈좡 방면 (시·종착역)                    |
| 2층    | →                                   | ■ 14호선 산거좡 방면 (다와야오)                     |
| 2층    | 상대식 승강장, 오른쪽 출입문이 열림 |                                                     |
| 2층    | 남 대합실                           | C출입구, 발권 서비스, 고객 서비스                   |
| 지면층 | 북 대합실                           | A출입구, 발권 서비스, 자동 발매기, 고객 서비스      |

- 역 외관 (2013년 5월 촬영)
- 북 대합실 하층 (2023년 5월 촬영)
- 북 대합실 상층 (2023년 5월 촬영)
- 남 대합실 (2023년 5월 촬영)
- 위안보위안역 장궈좡 방면 승강장
- 위안보위안역 대합실 외부 통로 (2013년 4월 촬영)

## 출입구
|                                   |                             |           |      |             |
| 출구                              | 지시                        | 출구 인근 | 사진 | 무장애 시설 |
| 出口 · A                          | 위안보위안 남로(园博园南路) |           |      |             |
| 出口 · B · 1                      | 위안보위안 대도(园博园大道) |           |      | 빈칸        |
| 出口 · B · 2                      | 위안보위안 대도(园博园大道) |           | 빈칸 | 빈칸        |
| 出口 · C                          | 위안보위안 남로(园博园南路) |           |      |             |
| 아이콘 설명: 경사로 \| 엘리베이터 |                             |           |      |             |